# Asger Skovgaard Ostenfeld

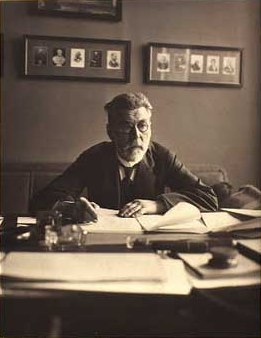
Asger Skovgaard Ostenfeld

Asger Skovgaard Ostenfeld (* 13. Oktober 1866 in Jütland; † 17. September 1931 in Kopenhagen) war ein dänischer Bauingenieur.
Ostenfeld, ein Sohn des Pfarrers Søren Rasmussen Ostenfeld (1837–1900) und ein Bruder des späteren Bischofs Harald Ostenfeld, studierte Bauingenieurwesen am Polytechnikum in Kopenhagen mit dem Abschluss 1890. Er arbeitete sechs Jahre als Bauingenieur während er gleichzeitig Assistent für Straßen- und Wasserbau am Polytechnikum in Kopenhagen war. 1894 wurde er Dozent und 1894 Professor für angewandte Mechanik, ab 1905 für Baustatik und Stahlbau. Nach seiner Emeritierung 1926 wurde er Leiter des Labors für Baukonstruktionen, was er bis zu seinem Tod blieb.
Er war längere Zeit in Wien und publizierte eine Reihe von Arbeiten über Eisenbetonkonstruktionen in der Zeitschrift des Österreichischen Architekten- und Ingenieursvereins zwischen 1896 und 1900. Es folgten auch einige Lehrbücher über Statik und Elastizitätstheorie in deutscher Sprache.
Sein Buch über die Deformationsmethode wurde von Karl-Eugen Kurrer als bedeutendste Pionierarbeit in der Konsolidierungsphase der Baustatik bezeichnet. Er entwickelte das Deformationsgrößenverfahren (Weggrößenverfahren) weiter, so dass es praktisch auf Rahmentragwerke angewandt werden konnte (angeregt durch eine Arbeit seines Schülers  Axel Bendixsen, die 1914 erschien). Zuvor gab es in Deutschland Ende des 19. Jahrhunderts für die Berechnung von Rahmentragwerken das Kraftgrößenverfahren von Heinrich Müller-Breslau in Konkurrenz zum Deformationsgrößenverfahren von Christian Otto Mohr. Die Deformationsmethode wurde in den 1960er Jahren die bevorzugte Methode beim Finite Elemente Verfahren, womit sich zusammen mit dem Aufkommen des Computers eine 1926 von Ostenfeld formulierte Hoffnung erfüllte auch komplexe Probleme so zugänglich zu machen. Ostenfeld gehörte auch zu den Pionieren der Bemessung im Eisenbetonbau, der mit der Einrichtung einer Filiale von Beton- und Monierbau 1891 in Kopenhagen in Dänemark Einzug hielt. Er trat schon 1896 für die Berücksichtigung der Zugspannung in der Eisenbetonbemessung ein (aufbauend auf Versuchen von Grut und Nielsen in Dänemark 1895/96) und nahm einen Einfluss des Stahls auf den umgebenden Beton auf die Zugfestigkeit des Betons an (bewiesen durch Versuche von Armand Considère 1898). In der Bemessung vernachlässigte er dies aber als nicht kalkulierbar wie dies auch die Ansätze anderer Ingenieure taten.
Er war Ehrendoktor der Deutschen Technischen Hochschule in Prag. Er war Ehrenmitglied des dänischen Ingenieurvereins (1930) und Mitglied der Königlich Schwedischen Akademie der Ingenieurwissenschaften und der Mazaryk-Akademie in Prag sowie Kommandant des Dannebrogordens.
In Skandinavien war er Mitglied verschiedener Juries für Brückenbauwettbewerbe.
Sein Sohn Christen Ostenfeld (1900–1976) war der Gründer des größten skandinavischen Ingenieurbüros COWI.

## Schriften
- Zur Berechnung von Monierkonstruktionen, Zeitschrift des Österr. Architekten- und Ingenieursvereins, Band 50, 1898, S. 22–25
- Technische Statik, Leipzig 1904
- Technische Elastizitätslehre, 1898 (dänische Ausgabe: Teknisk Elasticitetslære: Grundlag for Forelæsninger paa Polyteknisk Læreanstalt, Kopenhagen 1898, Archive)
- Eisenkonstruktionen im Hoch- und Brückenbau, 1906, 1909, 1912
- Eisenbetonbrücken 1917
- Berechnung statisch unbestimmter Systeme mittels der Deformationsmethode, Der Eisenbau, Band 12, 1921, S. 275–289
- Die Deformationsmethode, Springer 1926